# Paul Byrne (calciatore 1986)
Paul Byrne (Dublino, 19 maggio 1986) è un ex calciatore irlandese, di ruolo attaccante.

## Carriera

### Club

#### UCD
Inizia la sua carriera all'UCD nel 2004. Dopo aver fatto una buona impressione nell'under 21 dell'UCD, viene promosso in prima squadra, dove alla fine del 2004 segna 3 gol in 4 partite. Una serie di infortuni fra il 2006 e il 2007 limita le prestazioni del giocatore. Grazie ad un gol con l'UCD è uno dei pochi ad aver vinto per 3 volte il Campionato irlandese Under-21. Gioca l'ultima partita con l'UCD il 14 marzo 2008 nella vittoria fuori casa per 0-2 contro il Bray Wanderers, segnando il gol del definitivo risultato.

#### Sporting Fingal
Nel 2008 si unisce allo Sporting Fingal, dove fa 14 presenze e 2 gol, aiutando la squadra ad arrivare terza.

#### Bray Wanderers
Nel 2009 Byrne tornò in Prima divisione, al Bray Wanderers. Debutta con il Bray Wanderers il 6 marzo 2009 nel pareggio casalingo a reti bianche contro lo Shamrock Rovers. Segna il suo primo gol con il Bray Wanderers il 3 aprile 2009 nella vittoria casalinga per 2-1 contro il St Patrick's Athletic, dove è l'uomo partita, segnando il 2-1 al 90'. Segna l'ultimo gol con il Bray Wanderers il 12 giugno 2009 nella vittoria in FA CUP contro il Bluebell United, dove sblocca il risultato portando in vantaggio la sua squadra per 1-0. Gioca l'ultima partita con il Bray il 16 novembre 2009 nel pareggio casalingo per 2-2 contro i suoi ex compagni dello Sporting Fingal. In totale con la squadra ha fatto 28 presenze segnando 3 reti.

#### St Patrick's Athletic
Nel 2010 si trasferisce al St Patrick's Athletic, seguendo il suo ex dirigente Pete Mahon. Debutta con il St Patrick's il 5 marzo 2010 nella vittoria casalinga per 2-0 contro il Galway United, subentrando all'81' a Vinny Faherty. Segna il primo gol con il St Patrick's il 26 aprile 2010 nella vittoria fuori casa per 0-2 contro il Galway United. Segna l'ultimo gol con il St Patrick's il 21 maggio 2010 nella vittoria casalinga per 3-1 contro il Bohemians. Gioca l'ultima partita nel club il 5 ottobre 2010 nella vittoria fuori casa per 0-3 contro il Drogheda United. Chiude l'esperienza al St Patrick's con 25 presenze e 4 reti in campionato.

#### Ballarat Red Devils
Alla fine del 2010 parte per Victoria, in Australia, dove giocherà con il Ballarat e andrà d'accordo con l'ex Giocatore dell'anno della PFAI, ovvero Brian Shelley.

#### Monaghan United
A metà del 2011 decide di tornare in Irlanda, al Monaghan United. Debutta con il Monaghan United il 31 agosto 2011 nella sconfitta casalinga per 0-4 contro lo Sligo Rovers in FAI Cup. Debutta con il Monaghan in campionato il 9 settembre 2011 nella vittoria casalinga per 3-0 contro il Salthill Devon Galway. L'ultima partita con il Monaghan United viene disputata il 1º novembre 2011 nella vittoria casalinga per 2-0 contro il Galway United. A fine stagione ha fatto 4 presenze in campionato senza reti.

#### Shelbourne
Il 9 febbraio 2012 firma con la neo-promossa Shelbourne. Debutta con lo Shelbourne il 9 aprile 2012 nella sconfitta casalinga per 1-2 contro il Bray Wanderers in coppa. Debutta con i nuovi compagni in campionato il 27 aprile 2012 nella sconfitta casalinga per 1-2 contro il Cork City, subentrando all'87' a Patrick Kavanagh.

## Statistiche

### Presenze e reti nei club
Statistiche aggiornate al 1º giugno 2012.
| Stagione        | Squadra               | Campionato      | Campionato | Campionato | Coppe nazionali | Coppe nazionali | Coppe nazionali | Coppe continentali | Coppe continentali | Coppe continentali | Altre coppe | Altre coppe | Altre coppe | Totale | Totale |
| Stagione        | Squadra               | Comp            | Pres       | Reti       | Comp            | Pres            | Reti            | Comp               | Pres               | Reti               | Comp        | Pres        | Reti        | Pres   | Reti   |
| --------------- | --------------------- | --------------- | ---------- | ---------- | --------------- | --------------- | --------------- | ------------------ | ------------------ | ------------------ | ----------- | ----------- | ----------- | ------ | ------ |
| 2004            | UCD                   | 1D              | 4          | 3          | Cdl+CI          | 0+0             | 0+0             | -                  | -                  | -                  | -           | -           | -           | 4      | 3      |
| 2005            | UCD                   | PD              | 5          | 1          | Cdl+CI          | 0+0             | 0+0             | -                  | -                  | -                  | -           | -           | -           | 5      | 1      |
| 2006            | UCD                   | PD              | 14         | 2          | Cdl+CI          | 3+0             | 1+1             | -                  | -                  | -                  | -           | 0           | 0           | 18     | 3      |
| 2007            | UCD                   | PD              | 19         | 7          | Cdl+CI          | 2+0             | 0+0             | -                  | -                  | -                  | -           | -           | -           | 21     | 7      |
| 2008            | UCD                   | PD              | 15         | 3          | Cdl+CI          | 0               | 0               | -                  | -                  | -                  | -           | -           | -           | 15     | 3      |
| Totale UCD      | Totale UCD            | Totale UCD      | 57         | 16         |                 | 5+0             | 1+1             |                    | -                  | -                  |             | -           | -           | 63     | 17     |
| 2008            | Sporting Fingal       | 1D              | 14         | 2          | Cdl+CI          | 2+0             | 0+0             | -                  | -                  | -                  | -           | -           | -           | 16     | 2      |
| 2009            | Bray Wanderers        | PD              | 24         | 2          | Cdl+CI          | 2+0             | 1+0             | -                  | -                  | -                  | -           | 2           | 0           | 28     | 3      |
| 2010            | St Patrick's Athletic | PD              | 25         | 4          | Cdl+CI          | 1+1             | 0+0             | -                  | -                  | -                  | -           | 6           | 2           | 33     | 6      |
| 2011            | Ballarat              | FV              | 4          | 1          | CA              | 0               | 0               | -                  | -                  | -                  | -           | -           | -           | 4      | 1      |
| 2011            | Monaghan United       | 1D              | 4          | 0          | Cdl+CI          | 1+0             | 0+0             | -                  | -                  | -                  | -           | 1           | 0           | 6      | 0      |
| 2012            | Shelbourne            | PD              | 3          | 0          | Cdl+CI          | 0+1             | 0+0             |                    | -                  | -                  | -           | 1           | 1           | 5      | 1      |
| Totale carriera | Totale carriera       | Totale carriera | 131        | 25         |                 | 11+2            | 2+1             |                    | -                  | -                  |             | 10          | 3           | 155    | 30     |

## Palmarès

### Individuale
- Calciatore dell'anno (Irlanda del Nord): 1

1992-1993